# モブから始まる探索英雄譚
『モブから始まる探索英雄譚』（モブからはじまるたんさくえいゆうたん）は、海翔による日本のライトノベル。イラストはあるみっくが担当している。「小説家になろう」にて2019年4月から連載されており、書籍版がHJ文庫（ホビージャパン）より2021年7月から刊行されている。「HJネット小説大賞2019」受賞作。
メディアミックスとして、てりてりおによるコミカライズが『どこでもヤングチャンピオン』（秋田書店）にて2021年9月号から連載中。また、テレビアニメ化され2024年7月から9月まで放送された。
漫画版は大幅にアレンジが加えられ、原作・アニメ版とは大筋は同じだが異なる内容となっている。

## あらすじ
突如としてダンジョンが出現し、人々がレアアイテムを探索するようになった現代日本。駆け出しで秀でたスキルを持たず、モブを自覚している高校生の高木海斗はダンジョンの低層階でスライムを狩りながら小遣い稼ぎに明け暮れていた。
海斗がいつものようにスライム狩りをしていると、初めて見る黄金に輝くスライムが出現した。そのスライムを倒すと、時価数億円は下らないと言われる激レアアイテムの「サーバントカード」をドロップしたので、意を決した海斗はカードを使って伝承上の存在を召喚しようと試みる。そして海斗の前に現れたのは、幼女の姿でありながら超ハイスペックな戦乙女、シルフィーであった。
こうして強力なサーバントを味方に付けた海斗は、モブから一気に成り上がる野心を抱いてダンジョン深層の探索を開始する。

## 登場キャラクター
高木 海斗（たかぎ かいと）
声 - 保住有哉
本作の主人公。高校生。
元々は殺虫剤でスライムを倒すだけの日々を送る小心者でさえない男だったが、サーバントカードの入手をきっかけに人生が一変する。
思い付きで行動して失敗する、サーバント達に迫られて逆らえなくなるなど、情けない一面が多い。
葛城 春香（かつらぎ はるか）
声 - 和氣あず未
クラスメイト。海斗の幼なじみの美少女。海斗に好意を抱く。志望校は愛理が通う大学を目指してる。
テレビアニメ版では彼女の父親が探索者としてダンジョンに潜ったまま消息不明になっているため、海斗は彼女にダンジョンのことは内緒にしているが愛理が通う大学のオープンキャンパスで海斗がダンジョンに行ってることを知る。
漫画版では学校での授業シーン等で登場する程度でほとんど出番が無い。原作同様の幼なじみで海斗の憧れの人であるが、自分がモブであることで壁を感じた海斗の側から話しかけることをしなくなり、現在は他のクラスメイト以上に関係が希薄になっている。
シルフィー
声 - 花澤香菜
ヴァルキリー。
レアスライムから入手したサーバントカードで召喚された。
本来は絶世の美女なのだが、召喚時にレベルが初期化されているため、幼女の姿で召喚されている。
漫画版では神々の世界と海斗たちの世界のはざまにあるエルドガルという世界での召喚前の彼女が描かれ、本来の能力を発揮しての戦闘も披露している。
ルシェリア
声 - 相良茉優
子爵級の悪魔。
漫画とアニメでは登場が異なりアニメはシルフィーと同じく召喚された際レベルが初期化されているため、幼女の姿となっている。
漫画版では茨に囚われて魔界に封印されており、片目に突き刺さった「魔王の角」の影響でレベルが初期化されずに大人の姿で召喚される。ヤンデレ的思考により海斗を主人として認める一方で、シルフィーを同じサーバントとして認めようとせず、彼女に襲い掛かって海斗を独り占めしようする。シルフィーを痛めつけたことで、海斗の怒りをかい、海斗とシルフィーとの戦いの末、魔王の角を抜き取られて幼女の姿になった（シルフィーと戦った時の記憶はない）。封印の影響で魔界に送還されてもMPが回復することは無く、召喚の度にヘロヘロに力尽きて回復のための魔核を要求する。
ベルリア
声 - 置鮎龍太郎 (大) / 宮咲あかり(小)
士爵級悪魔。
ダンジョン9階層にてオルトロスを従え、海斗たちに襲い掛かる。
暴食の美姫を使用したルシェリアに倒されてサーバントカードとなり、海斗がその場の勢いで自分のものにしてしまった。
例によってレベルが初期化されているため、敵として登場した青年の姿ではなく少年の姿で召喚されている。
ティターニア
声 - 城咲名津
原作小説では海斗が召喚した4番目の支援型サーバント。容姿は妖精の姿。回復系が得意。
アニメではレインボースライムから入手したサーバントカードで光梨が召喚したことで、光梨のサーバントになる。
原作小説ではティターニアの「ユグドラシル」とベルリアのダークキュアにより光梨の体力を回復させる。アニメではレベル1のためユグドラシルが使えないため、1年で効果が切れる治療魔法で、光梨を回復させる。
神宮寺 愛理（じんぐうじ あいり）
声 - 青山吉能
大学生。海斗たちから頼りにされる、リーダー的な存在。
薙刀を駆使して前衛を務めている。8階層で、大型のモンスターに窮地に立たされ、海斗のサーバントに助けられてからは愛理、ミクと一緒に海斗のパーティーに加わる。
漫画版では第一階層でレアゴブリンに背後からの不意打ちで襲われ、それを海斗に救われて知り合いとなる。
森山 ミク（もりやま ミク）
声 - 北守さいか
女子高生。ミステリアスな雰囲気を持つ。カードゲームが得意で、クインと呼ばれてた。「スナッチ」という風魔法を操るカーバンクルと共に戦う。
光梨と知り合う経緯は原作小説とアニメでは異なる。
原作小説では、他のパーティーメンバーと同じく探索のイベントで光梨と知り合うが、アニメではカードゲームで知り合う。
田辺 光梨（たなべ ひかり）
声 - 辻森梓咲
女子高生。通称「ヒカリン」。魔法が得意。主に火球を発射するファイアボルトと地面を泥に変えて足止めをするアースウェーブを使う。
全身の臓器の機能が低下していく不治の病を患っている。この事をパーティーメンバーが知る経緯は、原作小説とアニメでは異なっている。 原作小説では、光梨の父親が海斗のもとを訪ね、彼女の病気の事と共に、その克服に必要となるアイテムの取得を依頼される。他のメンバーへは翌日海斗から教えられる。 アニメでは、カードゲームの大会で、光梨が発作を起こしたことで、同行していたミクは彼女が不治の病を患っていることを知る。他のパーティーメンバーはダンジョン探索中に光梨が倒れた事を機会にミクから知らされる。
アニメではティターニアのマスターになる。
日番谷（ひつがや）
声 - 宮世真理子
国営ダンジョン探索センターのギルド受付嬢。
漫画版ではギルド上層部を信用せず独自に暗躍しており、底辺冒険者だったのに突然イレギュラーな成果を出すようになった海斗の動向に注目し、後輩である猫田を監視役として送り込むなどしている。
猫田（ねこた）
日番谷の後輩。
大山 真司（おおやま しんじ）、水谷 隼人（みずたに はやと）
声 - 鈴木崚汰（大山）、 土岐隼一（水谷）
クラスメイト。海斗の親友。海斗とパーティを組んでダンジョン攻略を始めたが、早々に脱落したため唯一残った海斗がソロ探索者となる。
原作ではダンジョン内での海斗の活躍を知った2人が探索者に復帰して海斗とパーティを組む展開があるのだが、アニメ版ではカットされている。
前澤 悠美（まえざわ あゆみ）
声 - 城崎桃華
クラスメイト。春香の親友。
藻武
声 - 夏吉ゆうこ
海斗の担任教師。

## 既刊一覧

### 小説
- 海翔（著）・あるみっく（イラスト）『モブから始まる探索英雄譚』ホビージャパン〈HJ文庫〉、既刊11巻（2025年3月1日現在）
  1. 2021年7月1日発売[9]、ISBN 978-4-7986-2436-5
  2. 2021年9月1日発売[10]、ISBN 978-4-7986-2580-5
  3. 2021年12月1日発売[11]、ISBN 978-4-7986-2679-6
  4. 2022年4月1日発売[12]、ISBN 978-4-7986-2801-1
  5. 2022年9月30日発売[13]、ISBN 978-4-7986-2921-6
  6. 2023年4月1日発売[14]、ISBN 978-4-7986-3149-3
  7. 2023年9月29日発売[15]、ISBN 978-4-7986-3313-8
  8. 2024年2月1日発売[16]、ISBN 978-4-7986-3405-0
  9. 2024年7月1日発売[17]、ISBN 978-4-7986-3584-2
  10. 2024年11月1日発売[18]、ISBN 978-4-7986-3670-2
  11. 2025年3月1日発売[19]、ISBN 978-4-7986-3781-5

### 漫画
- 海翔（原作）・てりてりお（作画）・あるみっく（キャラクター原案）『モブから始まる探索英雄譚』秋田書店〈ヤングチャンピオンコミックス〉、既刊5巻（2025年3月27日時点）
  1. 2023年2月18日発売[20]、ISBN 978-4-253-30681-2
  2. 2023年5月18日発売[21]、ISBN 978-4-253-30682-9
  3. 2023年12月27日発売[22]、ISBN 978-4-253-30683-6
  4. 2024年7月25日発売[23]、ISBN 978-4-253-30684-3
  5. 2025年3月27日発売[24]、ISBN 978-4-253-30685-0

## テレビアニメ
2023年12月にテレビアニメ化企画が進行中であることが発表され、2024年7月から9月まで放送された。

### スタッフ
- 原作 - 海翔
- キャラクター原案 - あるみっく
- 監督 - 小林智樹[25]
- シリーズ構成 - 筆安一幸[25]
- キャラクターデザイン - 安田祥子[25]
- 衣装デザイン - 高橋敦子
- プロップデザイン - 鷺島優香、福井麻記、頂真司、佐々木勅嘉
- モンスターデザイン - フェニックスQ太郎、久我嘉輝
- 色彩設計 - 勝田綾太、山本真希
- 美術監督 - 細田舞華
- 美術設定 - 海津利子
- 撮影監督 - 村上優作
- 2Dワークス・UIデザイン - 西村徹也
- オフライン編集 - 小守真由美
- 音響監督 - 阿部信行
- 音楽 - 井内啓二[25]
- 音楽プロデュース - 田中宏幸
- プロデューサー - 田中宏幸、尾崎穂乃香、佐々木秀太、藤原由紀子、杉本俊太、髙橋菜穂子、尾山仁康、横田正明、大貫佑介、西山弘志
- プロデュース - Starry Cube[25]
- アニメーションプロデューサー - 平田実
- アニメーション制作 - 月虹[25]
- 製作 - モブから始まる製作委員会

### 主題歌
「Up Start」
天月-あまつき-によるオープニングテーマ。作詞・作曲・編曲は宮田“レフティ”リョウ。
「ストロボ・ファンタジー」
May'nによるエンディングテーマ。作詞はMay'nと草野華余子、作曲・編曲は草野華余子。
「MOVE ON BABY」
SMILE PRINCESSによるエンディングテーマ。作詞は只野菜摘、作曲・編曲は広川恵一(MONACA)。
「戦乙女の歌」
May'nによる挿入歌。作詞はつむぎしゃち、作曲・編曲は井内啓二。

### 各話リスト
| 話数      | サブタイトル                 | 脚本              | 絵コンテ                  | 演出                       | アクション作監 | モンスター作監          | 作画監督 | 総作画監督         | 初放送日      |
| --------- | ---------------------------- | ----------------- | ------------------------- | -------------------------- | -------------- | ----------------------- | --- | ------------------ | ------------- |
| episode1  | そのモブは英雄を目指す       | 筆安一幸          | 小林智樹                  | 飯野健太郎                 | 新井淳         | かわらじまコウ 鷺島優香 | 村長由紀 瀧澤茉夕 藤田和行 山口光紀 小川浩司 冨田泰弘 鈴木雄大 凯驰 王火龙 王寛 Fincrossed studio                                          | 林信秀             | 2024年 7月6日 |
| episode2  | 2枚目のサーバントカード      | 筆安一幸          | ワタナベシンイチ          | 飯野健太郎                 | 新井淳         | かわらじまコウ 鷺島優香 | 藍崎灯 北村晋哉 ふくだのりゆき 峯友則 冯永旭 ワン・オーダー リバイバル GKセールス Fincrossed studio                                        | 林信秀 koto        | 7月13日       |
| episode3  | 子爵級悪魔とシルフィーの悩み | 赤星政尚          | 峯友則                    | 峯友則                     | 新井淳         | かわらじまコウ 鷺島優香 | 村長由紀 飯飼一幸 藤田正幸 山内尚樹 日根野優子 片岡恵美子 峯友則 陳凱馳 阿肆 畢鑫峰 鉄盆醤鴨 丘 唐書強 GKセールス TripleA RadPlus madeline | 林信秀 koto        | 7月20日       |
| episode4  | 隠しダンジョン               | 天真みちる        | 小林智樹                  | 三晴主                     | 新井淳         | かわらじまコウ 鷺島優香 | 村長由紀 山口光紀 ビート 鈴木雄大 陳凱馳 阿肆 畢鑫峰 鉄盆醤鴨 丘 唐書強 王寛 Winchester 鑫月 龍光                                          | 林信秀 koto        | 7月27日       |
| episode5  | 挑戦、7階層！そしてデート⁉   | 筆安一幸 香椎葉平 | 佐々木勅嘉                | 佐々木純人                 | -              | -                       | キキシン 旭陽デジタル KADU 等々力美穂 ふくだのりゆき Alliance                                                                              | -                  | 8月3日        |
| episode6  | 危険また危険の8階層          | 赤星政尚          | 上野謙矢                  | 飯野健太郎                 | 新井淳         | かわらじまコウ 鷺島優香 | 飯飼一幸 藤田和行 ビート 奈良岡光 孫仁义 景元 约拿单 等々力美穂 陳凱馳 阿肆 畢鑫峰 鉄盆醤鴨 王火龙 赵二虎 唐書強 Winchester グレーン       | 林信秀 koto 月海充 | 8月10日       |
| episode7  | 青春のオープンキャンパス     | 筆安一幸          | 佐々木勅嘉                | 宮城大翔                   | -              | -                       | 金茶彬 韓卲而 延知蕙 朴鎭光 SON SOPHEAPANHA KHIEV SOTHINA THEA EYIN                                                                        | -                  | 8月17日       |
| episode8  | 士爵級悪魔ベルリア           | 天真みちる        | koto                      | 三晴主                     | -              | かわらじまコウ          | 阿肆 鉄盆醤鴨 Winchester 王火龙 赵二虎 張玮明 Ango                                                                                         | -                  | 8月24日       |
| episode9  | 幸せな日々                   | 天真みちる        | 三晴主                    | 上野謙矢                   | -              | -                       | 関鵬 過淑齢 周佩明 劉定福 陳洁琼 劉軍 吴暁伟 李慶 胡建 鄭峰 ふくだのりゆき 等々力美穂 RadPlus                                              | koto               | 8月31日       |
| episode10 | いま自分にできること         | 赤星政尚          | 佐々木勅嘉                | 飯野健太郎                 | -              | -                       | 奈良岡光 孫仁義 约拿单 王火龙 赵二虎 Winchester 唐書強 丘 グレーン                                                                         | koto               | 9月7日        |
| episode11 | エリクサーを探して           | 筆安一幸          | ワタナベシンイチ          | 平田政宗                   | -              | -                       | 山口光紀 ふくだのりゆき 西川真人 村長由紀 平田瑛一                                                                                         | 林信秀 koto        | 9月14日       |
| episode12 | そして、英雄譚が始まる       | 筆安一幸          | 小林智樹 ワタナベシンイチ | 峯友則 佐々木純人 小林智樹 | -              | -                       | 奈良岡光 藤田正幸 竹内昭 長田雄樹 藤田和行 服部益実 宮田奈保美 築山翔太 飯飼一幸 Studio PAPER CRANES                                       | -                  | 9月21日       |

### 放送局
| 放送期間                | 放送時間                     | 放送局     | 対象地域 | 備考                                            |
| ----------------------- | ---------------------------- | ---------- | -------- | ----------------------------------------------- |
| 2024年7月6日 - 9月21日  | 土曜 22:00 - 22:30           | TOKYO MX   | 東京都   | 製作参加                                        |
|                         | 土曜 22:30 - 23:00           | BS日テレ   | 日本全域 | 製作参加 / BS/BS4K放送 / 『アニメにむちゅ〜』枠 |
| 2024年7月9日 - 9月24日  | 火曜 23:00 - 23:30           | AT-X       | 日本全域 | CS放送 / 字幕放送 / リピートあり                |
| 2024年7月12日 - 9月27日 | 金曜 1:03 - 1:35（木曜深夜） | テレビ長崎 | 長崎県   |                                                 |

| 配信開始日        | 配信時間        | 配信サイト | 備考                                    |
| ----------------- | --------------- | --- | --------------------------------------- |
| 2024年7月6日      | 土曜 22:00 更新 | ABEMA | 1話は地上波同時、2話以降は地上波1週先行 |
| 2024年7月13日以降 | 順次更新        | DMM TV dアニメストア FOD HAPPY!動画 Hulu J:COM STREAM Lemino milplus music.jp Amazon Prime Video TELASA ビデオマーケット カンテレドーガ ニコニコチャンネル バンダイチャンネル | 単話レンタル                            |

### BD
| 巻  | 発売日        | 収録話 | 規格品番  |
| --- | ------------- | ------ | --------- |
| BOX | 2025年1月29日 | 全話   | BSZS11031 |